# Mata Hari

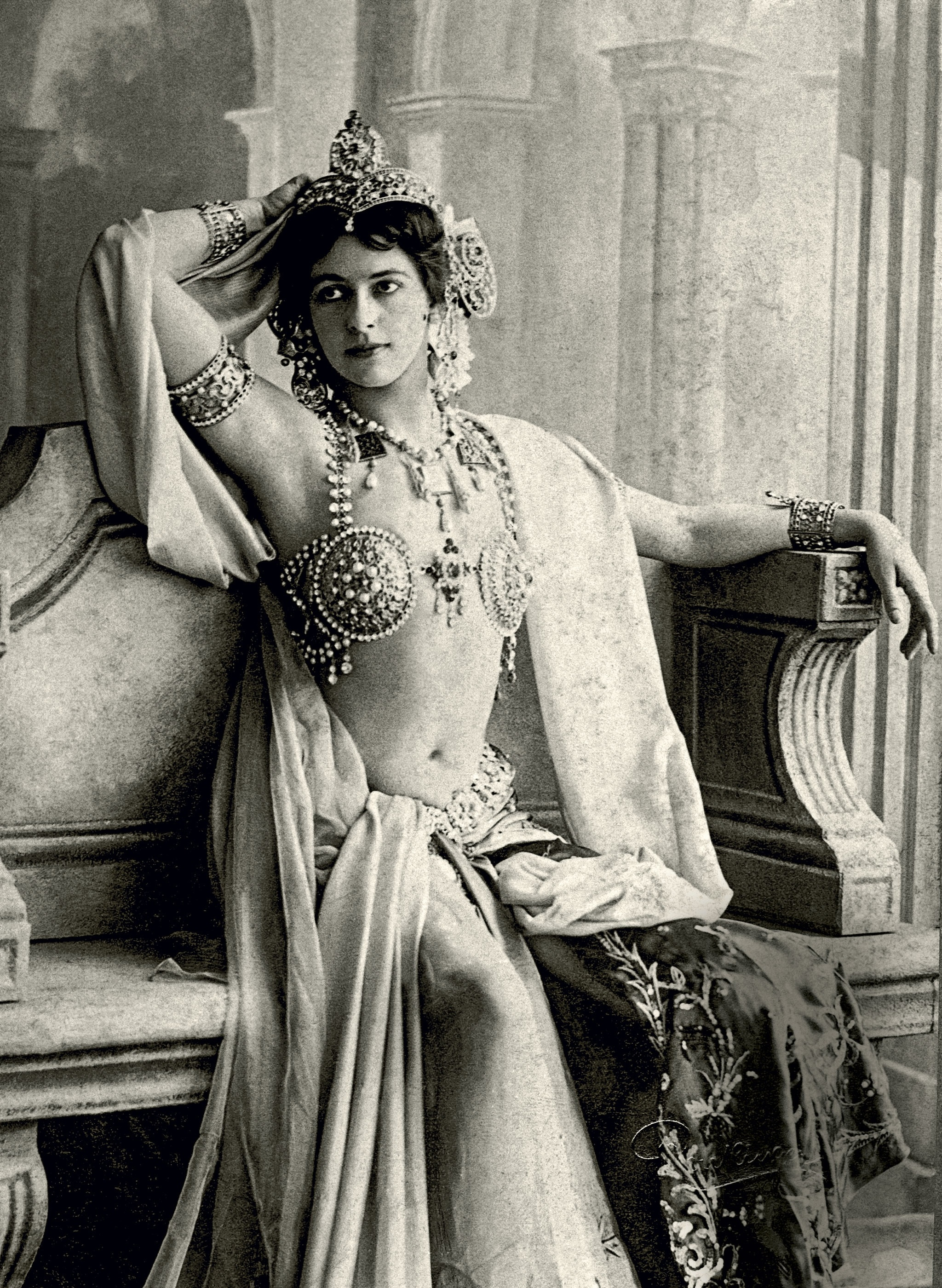
Mata Hari (1906)

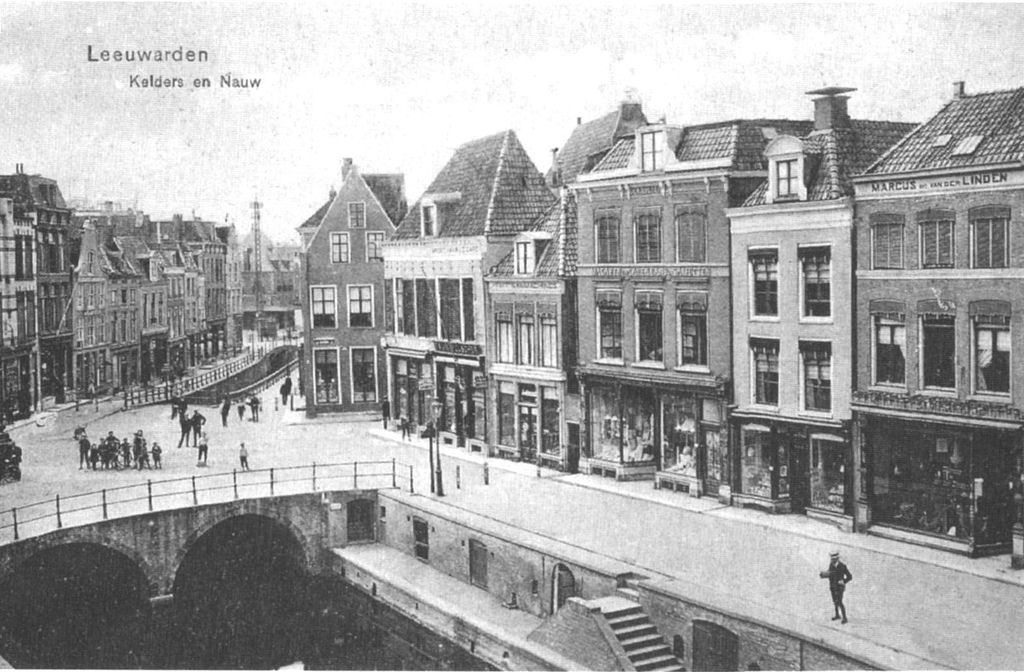
In dieser Leeuwarder Straße, genannt Kelders, stand Mata Haris Geburtshaus

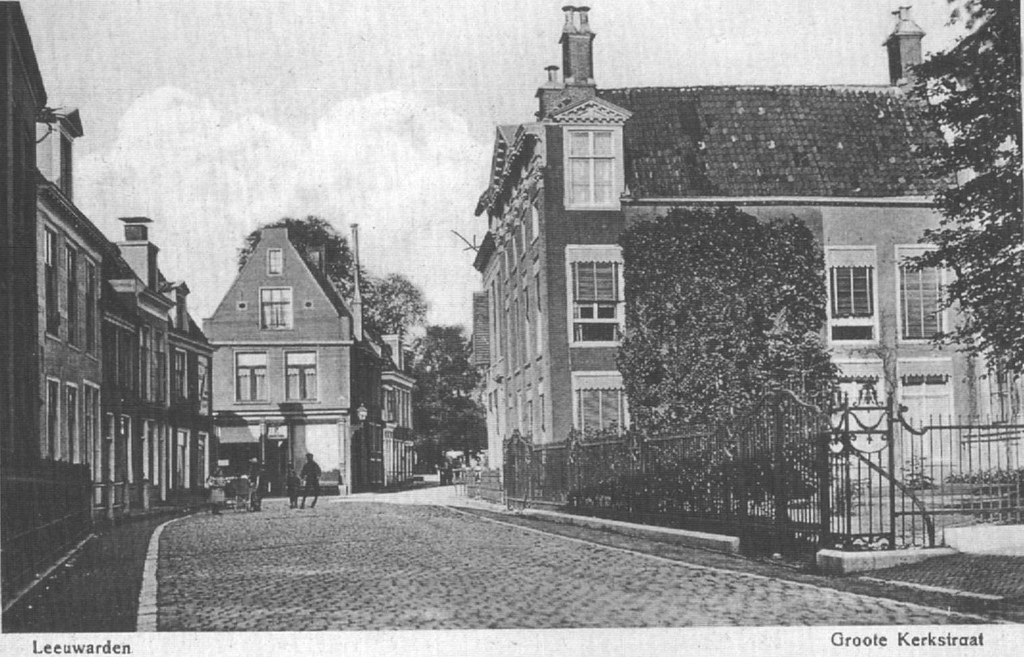
Leeuwarden, Grote Kerkstraat. Im Haus vorne rechts lebte Mata Hari von 1883 bis 1889

Mata Hari (indonesisch und malaiisch „Sonne“, wörtlich „Auge des Tages“) war der Künstlername der niederländischen Tänzerin Margaretha Geertruida Zelle (* 7. August 1876 in Leeuwarden; † 15. Oktober 1917 in Vincennes bei Paris, Frankreich). Während ihrer Ehe verwendete sie auch die Namen Marguerite Campbell und Lady Gretha MacLeod. Als Spionin des deutschen Nachrichtendienstes führte sie den Decknamen H 21.
Mata Hari war in der Zeit vor und während des Ersten Weltkrieges als exotische Tänzerin und exzentrische Künstlerin berühmt. Wegen ihrer Spionagetätigkeit für die Deutschen wurde sie am 25. Juli 1917 wegen Doppelspionage und Hochverrats von den Richtern eines französischen Militärgerichts zum Tode verurteilt und am 15. Oktober in Vincennes hingerichtet.
Mata Hari war nie die raffinierte Doppelagentin, wie in dem Urteil von 1917 und späteren Darstellungen stilisiert – eher ein willkommenes Bauernopfer des französischen Militärgerichts, weil die Kriegsbegeisterung merklich nachließ und ein Sündenbock für die Niederlagen und Verluste hilfreich schien. Mata Hari trat im Spätherbst 1915 in den Dienst des deutschen Geheimdienstes III b und wurde im Folgejahr zusätzlich durch den französischen Geheimdienst für Aktivitäten gegen das Deutsche Reich angeworben. Aus den zeitgenössischen Akten des britischen Geheimdienstes Security Service (MI 5), die am 21. Januar 1999 freigegeben wurden und nun in dem britischen Nationalarchiv öffentlich zugänglich sind, geht jedoch hervor, dass sie keine wesentlichen Geheimnisse, weder an die Deutschen noch die Franzosen, verraten hat – sie verfügte nicht über die Kontakte in militärische oder kriegswichtige Bereiche. Aus der gegenwärtigen Quellenlage scheint es, als habe Mata Hari unter akuter Geldnot leidend am Ende ihrer Tanzkarriere mit einer kläglich-naiven, bedeutungslosen Informationstätigkeit ihr drohendes Schicksal, als Künstlerin in Vergessenheit zu geraten, abzuwenden versucht und dabei die Gefährlichkeit ihres Handelns nicht erkannt.
Die deutsche Kriegspropaganda im Ersten Weltkrieg, die den Fall auszunutzen gedachte, bezeichnete sie als „Opfer des französischen Kriegswahns“ und läutete mit dem politischen Finale des Idols seine dramatisch-romantische Verklärung ein. Bislang war ihre Lebensgeschichte Stoff für über 250 Bücher und ein Dutzend Filme. Die Quellenlage ist jedoch nach wie vor dünn, basiert doch nur ein Bruchteil dieser Bücher und Filme auf verlässlichen Quellen oder ist geneigt, sich den tatsächlich historischen Abläufen zu stellen.

### Kindheit und Jugend

Mata Hari als junge Frau (Aufnahme vor 1900)

### Ehe und Aufenthalt in Niederländisch-Ostindien

Bilder der Hochzeit mit John MacLeod am 11. Juli 1895

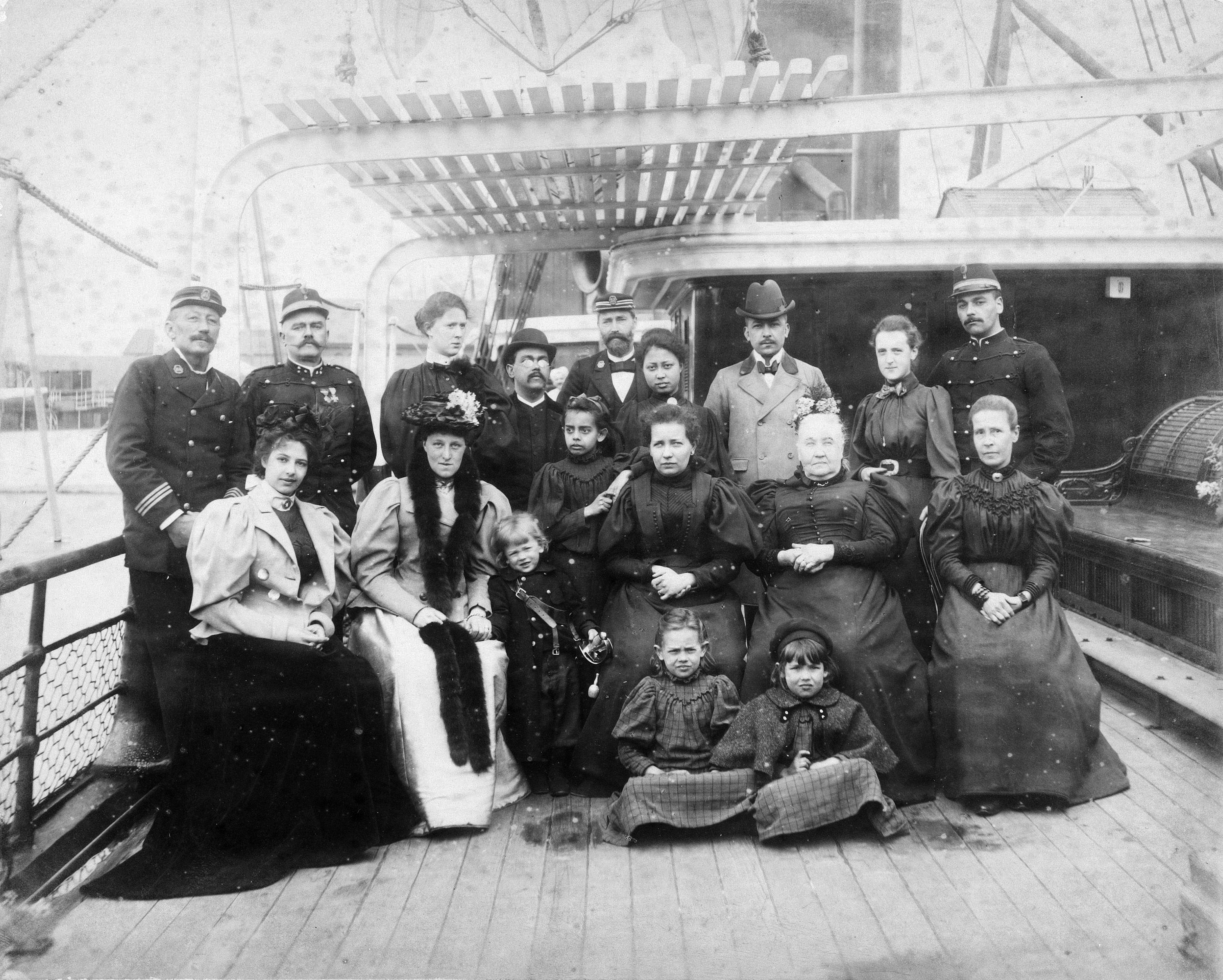
Margaretha und John MacLeod auf dem Weg nach Niederländisch-Ostindien (1897)

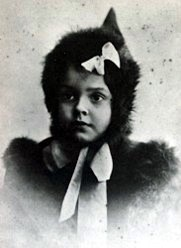
Tochter Jeanne Louise, genannt Non (1903)

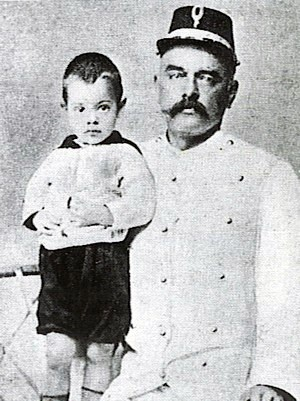
John mit Sohn Norman (1899)

### Legendenbildung

Mata Hari (um 1906)

Handkolorierte Postkartenserie von Lucien Walery von 1906
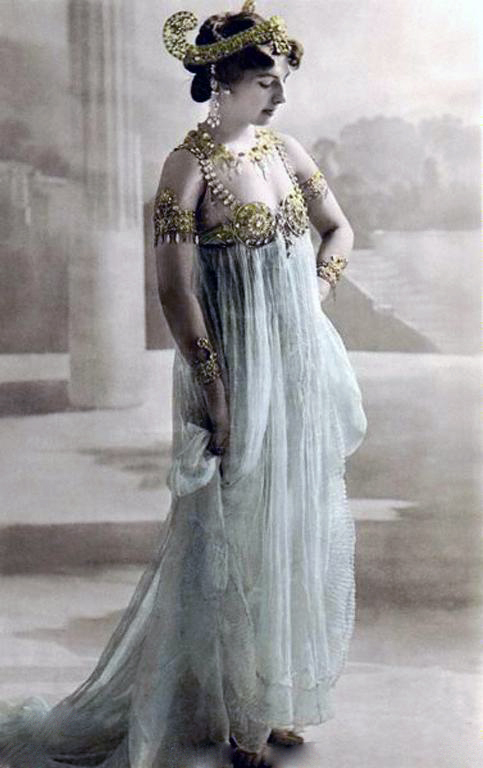
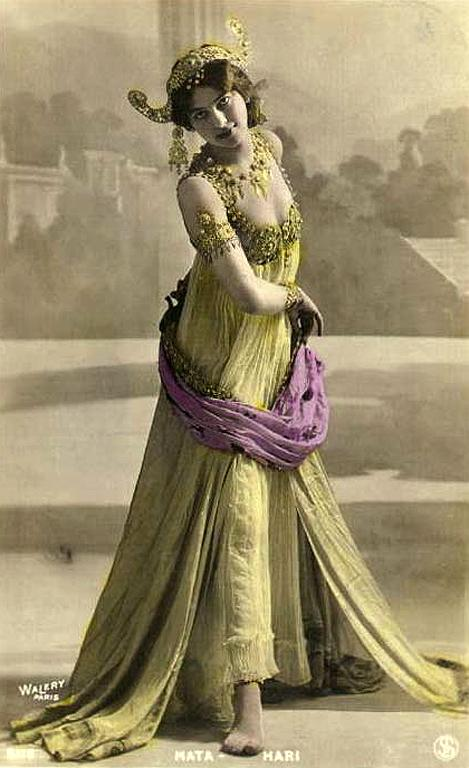
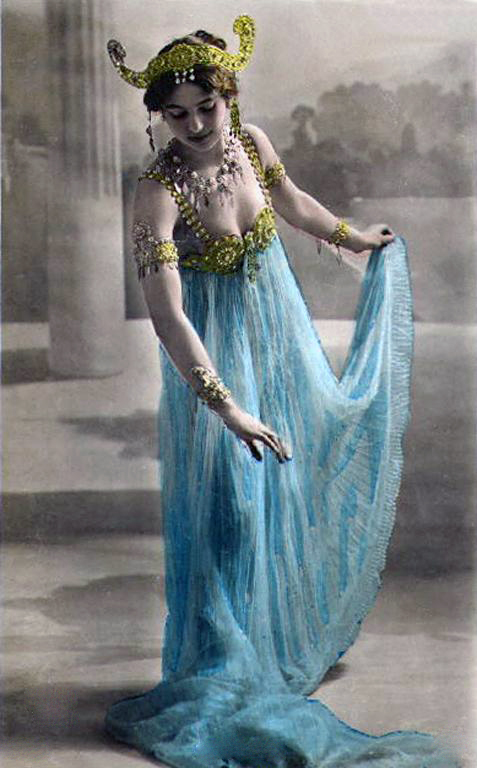
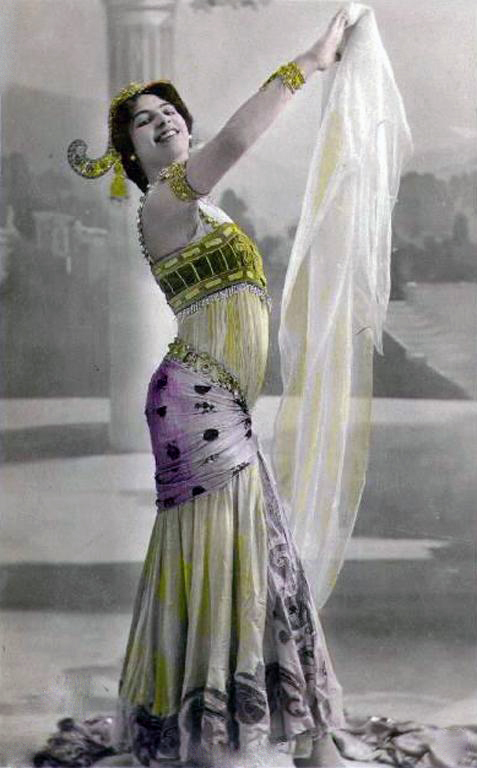
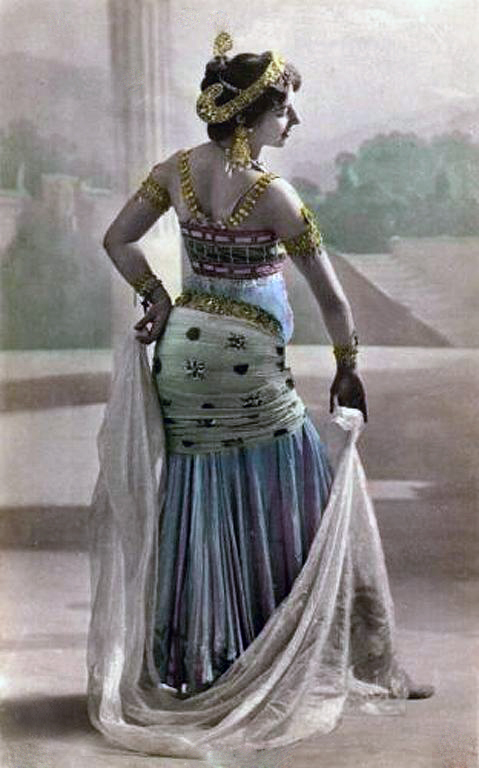
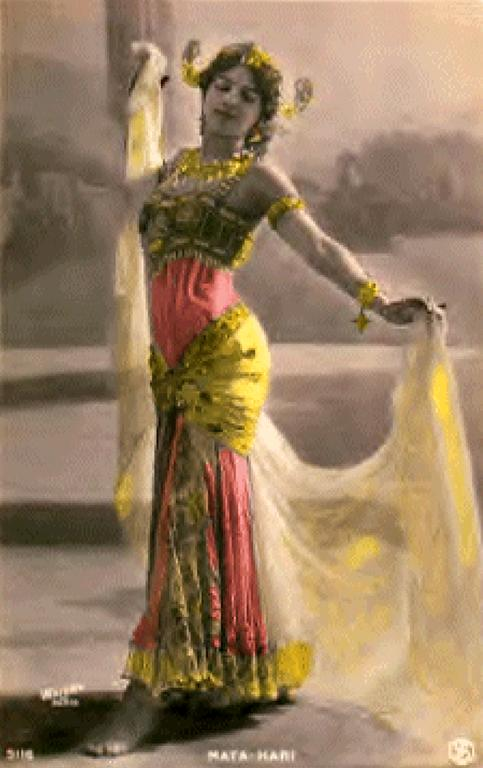
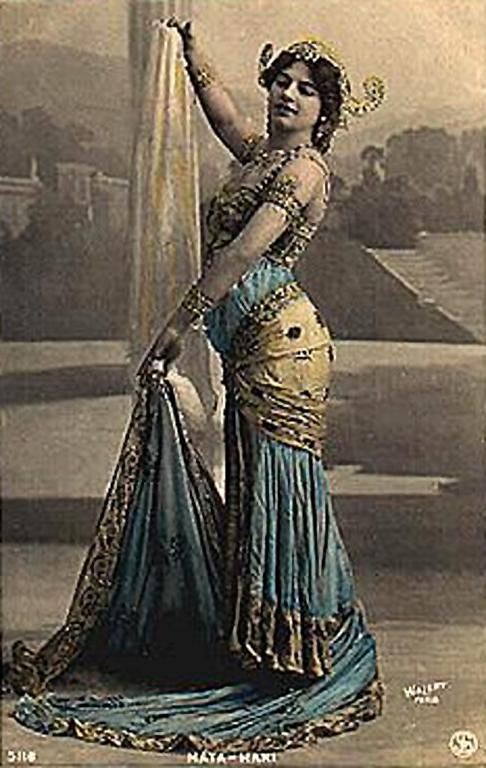
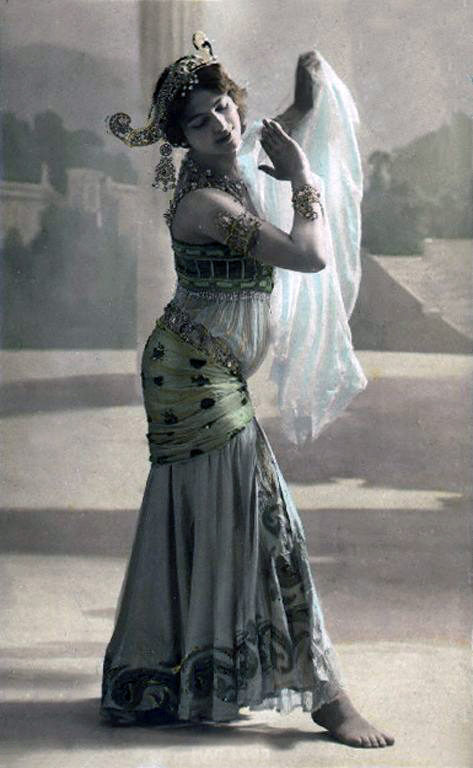

### Die Tänzerin Mata Hari

Mata Hari im Musée Guimet (1905)

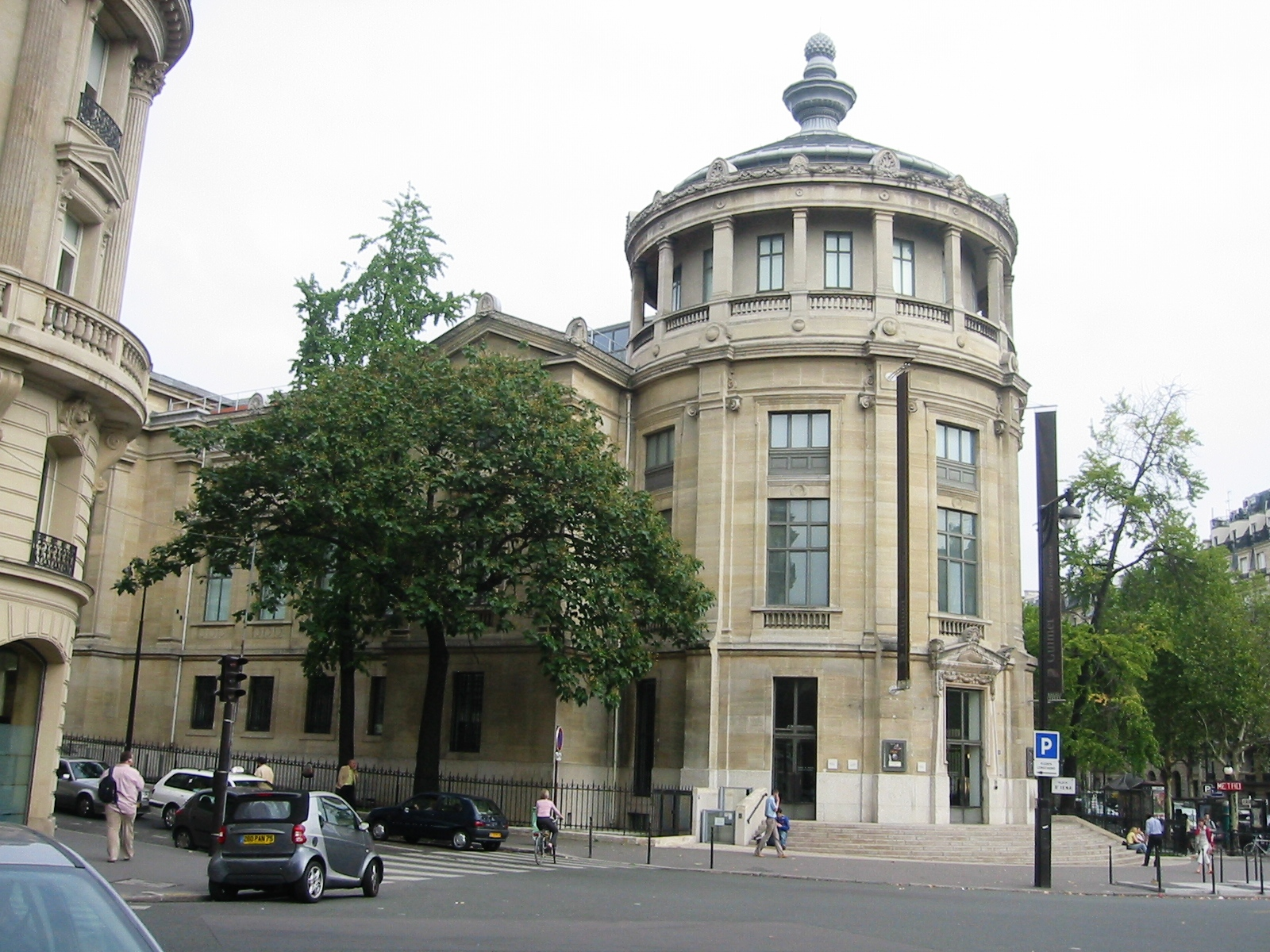
Das Musée Guimet in Paris heute

Mata Hari (um 1907)

### Karrierebruch

Mata Hari, auf dem Gipfel ihres Erfolgs

## Künstlername
Der Künstlername Mata Hari stammt aus der malaiischen Sprache und bedeutet „Sonne“ bzw. wörtlich übersetzt „Auge“ (mata) des „Tages“ (hari). Nach anfänglichen Erfolgen als Tänzerin legte sich Margaretha Geertruida MacLeod diesen Namen 1905 zu und unterstützte damit indirekt in der Presse verbreitete Gerüchte, dass sie die Tochter eines orientalischen Herrschers sei.

## Quellenlage

Geertruida Zelle, die spätere Mata Hari